# 155-й самохідно-артилерійський полк (Україна)
155-й гвардійський самохідно-артилерійський орденів Червоного Прапора і Кутузова полк (155 САП, в/ч А1802) — підрозділ 72-ї гв мд, який був розформований у 2001 році, після переформування дивізії у бригаду.

## Історія
Після розпаду СРСР у 1992 році 155-й гвардійський артилерійський полк Радянської армії перейшов під юрисдикцію України і увійшов до складу Збройних сил України. Незадовго до розпаду Союзу, у 1990 році, полк був передислокований з м. Біла Церква до м. Сміла.
У 2000 році, в рамках загальновійськового впорядкування почесних найменувань у Збройних силах України, полк був перейменований з 155-го гвардійського артилерійського Червонопрапорного ордена Кутузова полку на 155-й гвардійський самохідно-артилерійський орденів Червоного Прапора і Кутузова полк.
У 2001 році, у зв'язку зі створенням на базі дивізії 72-ї механізованої бригади, полк був розформований.

## Озброєння
Станом на 1990 рік, на озброєнні полку перебували:
- 152-мм самохідна гаубиця 2СЗ «Акація» — 36
- Реактивна система залпового вогню БМ-21 «Град» — 12
- Мобільний розвідувальний пункт ПРП-3 «Вал» — 2
- Машина командира батареї 1В18 «Клен» — 3
- Машина командира дивізіону 1В19 — 1
- Командно-штабна машина Р-145БМ — 1
- Багатоцільовий броньований гусеничний тягач МТ-ЛБ — 18

## Командири
- (???—2002) полковник Прокопенко Анатолій Вікторович[джерело?]